# San Francisco (Be Sure to Wear Flowers in Your Hair)
„San Francisco (Be Sure to Wear Flowers in Your Hair)“ je skladba napsaná Johnem Phillipsem ze skupiny The Mamas & the Papas, nazpívaná Scottem McKenziem. Byla napsána a vydána v roce 1967 k propagaci hudebního festivalu Monterey Pop Festival v kalifornském Monterey.
Píseň se stala hitem a její popularita stále trvá.